# Santo Antônio do Leverger
Santo Antônio do Leverger is een gemeente in de Braziliaanse deelstaat Mato Grosso. De gemeente telt 20.412 inwoners (schatting 2009).
De gemeente grenst aan Chapada dos Guimarães, Campo Verde, Jaciara, Juscimeira, Rondonópolis, Itiquira, Barão de Melgaço, Nossa Senhora do Livramento, Várzea Grande en Cuiabá.